# Zolotarewskya unnotipennis
Zolotarewskya unnotipennis är en stekelart som först beskrevs av Girault 1915.  Zolotarewskya unnotipennis ingår i släktet Zolotarewskya och familjen puppglanssteklar. Inga underarter finns listade i Catalogue of Life.